# Cees S. Roselaar
Cornelis Simon Roselaar (* 16. Mai 1947 in Hoorn), häufig als Cees S. Roselaar oder Kees Roselaar bekannt, ist ein niederländischer Ornithologe.

## Leben
Roselaar studierte von 1966 bis 1974 Biologie an der Universiteit van Amsterdam, wo er 1986 zum Doktor promoviert wurde. Von 1971 bis 2011 war er Informationsbeauftragter und wissenschaftlicher Mitarbeiter der Vogelabteilung im Zoologischen Museum Amsterdam (ZMA) und von 1970 bis 2011 war er Sammlungsmanager am Naturalis Biodiversity Center in Leiden.
1992 wurde er Identifikationsbeauftragter für Vogelüberreste bei der Koninklijke Luchtmacht. Er ist Mitglied bei der Commissie Dwaalgasten Nederlandse Avifauna (CDNA), wo er von 1975 bis 1983 in der Raritätenkommission aktiv war und 1990 zum Sekretär gewählt wurde.
Roselaars Forschungsschwerpunkt gilt der Vogeltaxonomie, insbesondere der geografischen Variation von paläarktischen Vögeln. Er war Vogelberinger in der Vogelwarte Castricum und er wirkte an Seevogelzählungen am Deich Hondsbossche Zeewering mit.
Für die neunbändige Enzyklopädie The Birds of the Western Palearctic (BWP) von Stanley Cramp (von 1977 bis 1985) und von Christopher M. Perrins (von 1988 bis 1994) schrieb er Abschnitte über Familien, Nomenklatur, Unterarten, Gefieder, unbefiederte Stellen, Mauser, Größen- und Gewichtsangaben, Struktur und geographische Variation.
Roselaar ist Autor des Werks Songbirds of Turkey (1995) und Co-Autor der Werke The Megapodes: Megapodiidae (Bird Families of the World, Band 3) mit Darryl N. Jones und Rene W. R. J. Dekker (1995), The Birds of Israel mit Hadoram Shirihai (1996), Geographical Variation in Waders mit Meinte Engelmoer (1998), Atlas of Birds of Iran mit Mohammad Kaboli, Mansour Aliabadian, Mohammad Tohidifar, Alireza Hashemi und Seyed Babak Musavi (2016) und Birds of Iran: Annotated Checklist of the Species and Subspecies mit Abolghasem Khaleghizadeh, Derek A. Scott, Mohammad Tohidifar, Jiří Mlíkovský, Michael Blair und Pavel Kvartalnov (2017). Ferner schrieb er Beiträge für die Zeitschriften Dutch Birding, Ardea, Beaufortia, Ringing & Migration, Wader Study Group Bulletin und Watervogels und er ist am Online-Projekt Fauna Europaea beteiligt. Er ist Mitglied bei der Dutch Birding Association, bei der Ornithological Society of the Middle East (OSME) und bei der Nederlandse Ornithologische Unie.
Roselaar beschrieb 1992 den Sillemgimpel (Carpodacus sillemi), 1993 die Unterart Corvus rhipidurus stanleyi des Borstenraben und die Unterart Chloris chloris voousi des Grünfinks, 1994 die Unterarten Talegalla fuscirostris aruensis und Talegalla fuscirostris meyeri des Schwarzschnabel-Buschhuhns, die Unterart Talegalla cuvieri granti des Rotschnabel-Buschhuhns, die Unterart Megapodius cumingii talautensis des Philippinen-Großfußhuhns sowie die Unterart Acrocephalus stentoreus levantinus des Stentorrohrsängers und 2016 die Waldrötel-Arten Stiphrornis dahomeyensis, Stiphrornis inexpectatus und Stiphrornis rudderi.

## Dedikationsnamen
Der russische Ornithologe Pawel Tomkowitsch benannte im Jahr 1990 die Unterart Calidris canutus roselaari des Knutts, die auf der Wrangelinsel und im Nordwesten von Alaska vorkommt, zu Ehren von Roselaar.